# Parascotia sachalinensis
Parascotia sachalinensis är en fjärilsart som beskrevs av Matsumura 1925. Parascotia sachalinensis ingår i släktet Parascotia och familjen nattflyn. Inga underarter finns listade i Catalogue of Life.